# 夜這
夜這（日语：／ yobai），是古代日本的一種婚姻型態，指的是向求婚女性訪妻婚。后来这个词语逐渐演变为指代某一种行为，即一方以性交为目的，在夜间半强制性地进入他人睡觉的地方。在古代的言灵信仰中，人们认为通过不断呼唤对方的名字，可以利用言灵的力量吸引对方的灵魂。日本文学研究者普遍认为，夜这是古代男性前往女性居所的一种“呼唤”习俗的遗存。

## 內容概要
語源來自男性向女性求婚的，而自古婚、嫁、結婚等字詞即使用或，這是的活用型。
由於古代日本實行訪妻婚，夫妻分開而居，丈夫會到妻子之住所探訪。成書於天平寶字3年（公元759年）的《萬葉集》卷十二收錄「他國爾　結婚爾行而　大刀之緒毛　未解者　左夜曾明家流（前往他國訪妻，大刀之細繩仍未解，自夜晚到黎明）」，由此可見一斑。現代一夫一妻制的觀念在當時仍十分薄弱，故重婚、夜這等行為相當常見。尤其昔日日本農村裡常有「村中的少女與寡婦是年輕男人的物品」之觀念，因為尚未近代化前農村設有「若者組」，訂下關於夜這的規則，以便規範、承認村落中的婚姻。規則是未經人事的處女，村中的年長男性，或若者組的年長男性具有優先權。此外，其他村莊的人若無視該村的規矩而進入該村夜這，被年輕人發現時可將之擊退，有時也可制裁之。
此項風俗盛行於房總半島以西靠近太平洋側之地區，包含伊豆半島、知多半島、渥美半島、瀨戶内海、九州等地。明治維新時日本舉國邁入現代化，此習俗逐漸呈現衰退的傾向，僅某些深山部落仍存在著。戰後進入經濟高度成長期前，各地農漁村亦仍殘留這項習俗。江戶等大都市的發展型態則與鄉村不同，所以夜這的習俗並不盛行。明治9年（1876年）相川縣（今新潟縣佐渡市）設置一條法律，明文禁止夜這的習俗。發生於昭和13年（1938年）的津山事件造成31人死亡（含自殺的嫌疑犯）、3人輕重傷，《大阪每日新聞》以「至今仍殘存於深山村莊，根深蒂固的男女關係的陋習」的字句替這個震驚當時社會的事件做下注解，也隱含對此項習俗的批判。

## 民俗学的研究
赤松啟介在《夜这的民俗学》（明石书店，1994年）中指出，夜这的形式因时代、地域和社会阶层而异。尽管需要遵守每个共同体（村落）的规矩，但在性方面具有较大的自由。例如，夜这对象的选择以及女性的拒绝权都是被允许的，在节庆期间甚至可能在公共场所进行多人“杂寝”活动，无需隐藏或羞耻，性行为显得十分奔放。然而，违反共同体规矩的人可能会受到制裁。赤松认为夜这的风俗可能因为战争等原因，导致男性数量少于女性而变得更为重要。此外，他提到明治以后夜这风俗的衰退可能与政府废除这种不对经济产生贡献的风俗有关。政府通过鼓励发展性风俗产业，意图将注意力转向这些能够增加税收的行业。
他還指出在日本社区，女孩从13岁达到月经初潮或15-16岁长出阴毛起就要开始夜这（尽管在某些情况下，她们在结婚期间可能不会夜这， 这一区域因社区而异）。在这种情况下，性交是一种仪式 。少年在13岁时会举行“兜裆布庆祝仪式”（フンドシ祝い），并在13岁或15岁时成为“若众”（即青年群体的一员）。在这一阶段，年长的女性会担任性启蒙的角色，这些年长女性不仅包括未婚女性或已婚女性，还可能是寡妇、家中主妇甚至年长的老妇等多种身份。在其他情况下，男孩们会互相谈论母亲的“口味”，同时还有一些案例提到，女儿甚至可能主动邀请自己的母亲参与夜晚的伴侣角色。性启蒙被视为一种仪式性教育，此后，少年通过夜这的实践进一步锻炼其夜间生活的能力。
赤松出生于明治42年（1909年）的兵库县，那個時代“兜裆布庆祝仪式”依然存在。如果适当的启蒙对象无法找到，有时实际的父母会承担这一角色。在日本的共同体中，夜这之前会进行上述性教育。由于这种情况，婴儿的生父往往无法确定，但孩子仍作为共同体的一员被抚养，而不会被过于在意。
可是對另一民俗學學者柳田國男而言，這簡直是「淫風陋習」。評論家小谷野敦則對於美化夜這風俗加以批判，他認為夜這文化並非純潔的，而是具有強姦、半強姦的強制性行為，絕非所謂的「男女平等的免費性交」。另一贊同此說法的學者岩田重則則舉柳田國男所著《明治大正史世相編》中的做例子，說明夜這風俗不該被美化。因為若者組對於村中年輕女性的夜宿強制規範，在女性無法拒絕所安排的夜這對象下，也常發生非自願產下私生子的狀況。
服部英雄则在谈及他的田野调查时提到：“我们询问了关于过去年轻人生活的相关问题，当话题深入时也会讨论年轻人的恋爱经历。令人意外的是，有不少人坦然承认自己有过夜这的经历。这类话题通常在只有男性的场合被当作炫耀的材料，但有一名学生在老夫妻面前提出了这个问题。那位老夫人说：‘这是我第一次听到这种事’，甚至连她的丈夫也承认她此前并不知道这方面的内容。夜这的故事往往被视为猎奇的题材，但实际上无论过去还是现在，年轻人的恋爱并没有本质的不同，夜这其实就是一种普通的恋爱形式。”

## 脚注
1. ↑  . Kotobank.   [2022-03-16]. |encyclopedia=被忽略 (帮助)
2. ↑  赤松 2004，第不明頁.
3. ↑  赤松啟介（日语：赤松啓介）. . 筑摩書房. 2004年6月10日: 頁35. ISBN 978-4480088642.
4. ↑  下川耿史. . 作品社. 2011年8月19日: 頁93. ISBN 978-4861823381.
5. ↑  赤松啟介（日语：赤松啓介）. . 筑摩書房. 2004年6月10日: 頁320. ISBN 978-4480088642.
6. ↑  赤松 1994，第30頁.
7. ↑  赤松 1994，第116-122頁.
8. ↑  赤松 1994，第93頁.
9. ↑  赤松 1994，第89-90頁.
10. ↑  赤松 1994，第84-86頁.
11. ↑  赤松 1994，第28,48,92頁.
12. ↑  赤松 1994，第65-66頁.
13. ↑  赤松 1994，第3-4頁.
14. ↑  赤松 1994，第60-61頁.
15. ↑  赤松 1994，第33-34頁.
16. ↑  赤松 1994，第62頁.
17. ↑  赤松 1994，第66頁.
18. ↑  赤松 1994，第32,76頁.
19. ↑  （日語）ふたつの入口、ひとつの出口—読書伴奏文 （页面存档备份，存于）。
20. ↑  小谷野敦（日语：小谷野敦）. . 新曜社. 2008年12月12日: 頁78–95. ISBN 978-4788511309.
21. ↑  岩田重則（日语：岩田重則）. . 未來社. 1996年5月. ISBN 978-4624220266.
22. ↑  服部 2000，第223頁.

## 外部連結
- （日語）『夜這いの民俗学・夜這いの性愛論』 （页面存档备份，存于）